# Mathias Franzén
Karl Gustav Mathias Franzén (Vreta Kloster, 22 de fevereiro de 1975) é um ex-handebolista profissional e treinador sueco, medalhista olimpico.
Mathias Franzén fez parte do elenco medalha de prata de Sydney 2000. Ele é campeão mundial, e europeu.